# ピエーヴェ・サン・ジャコモ
ピエーヴェ・サン・ジャコモ（伊: Pieve San Giacomo）は、イタリア共和国ロンバルディア州クレモナ県にある、人口約1,600人の基礎自治体（コムーネ）。

## 地理

### 位置・広がり

#### 隣接コムーネ
隣接するコムーネは以下の通り。
- カッペッラ・デ・ピチェナルディ
- チェッラ・ダーティ
- チコニョーロ
- デローヴェレ
- ソスピーロ
- ヴェスコヴァート

### 気候分類・地震分類
気候分類では、zona E, 2389 GGに分類される。
また、イタリアの地震リスク階級 (it) では、zona 3 (sismicità bassa) に分類される。

## 行政

### 分離集落
ピエーヴェ・サン・ジャコモには、以下の分離集落（フラツィオーネ）がある。
- Gazzo, Silvella, Torre de' Berteri, Olzo